# Красная армия Грузии
Красная армия Грузии, Красная армия ГССР (Грузинская Советская Социалистическая Республика). Создана декретом Ревкома Грузинской ССР от 11 марта 1921.
В ходе советской-грузинской войны (февраль 1921) на территории Грузии была установлена советская власть, а Грузинская Демократическая Республика и народная гвардия были упразднены. В начале марте создается Наркомат по военным и морским делам Грузинской ССР во главе с Ш. З. Элиавой.
Красная армия Грузии строилась по образцу Красной армии РСФСР. К концу марта формируется 1-я грузинская стрелковая бригада. Одновременно создаются отдельные части и подразделения на базе 1-го грузинского стрелкового полка (сформирован в начале мая 1920 года, по инициативе Г. К. Орджоникидзе в Баку, участвовал в советско-грузинской войне).
В апреле создана 1-я грузинская стрелковая дивизия в составе 3 стрелковых и одной кавалерийской бригады, отдельного стрелкового полка, отдельного кавалерийского дивизиона, артиллерийского дивизиона, вспомогательных подразделений. Кроме этого сформированы различные отдельные части.
К середине 1921 года в армии насчитывалось свыше 17 тысяч штыков и сабель.